# José Luis Carrasco Lanzós
José Carrasco Lanzós (Vigo, 1926 – Madrid, 31 d'agost de 1994) fou un militar gallec, capità general de Catalunya a finals de la dècada del 1980.
Fill del tinent general Manuel Carrasco Verde, ingressà a l'Acadèmia General Militar en 1944, on es va diplomar en Estat Major i s'especialitzà en carros de combat. Ha desenvolupat la seva carrera en l'Acadèmia General Militar, a l'Escola d'Estat Major, en l'Alt Estat Major de l'Exèrcit i a l'Acadèmia General Bàsica de Sotsoficials de Talarn, on ha estat subdirector. Ha estat agregat militar en l'Ambaixada d'Espanya a Perú (1972-1976) i fins 1983 va estar destinat a la Brigada Mecanitzada n. XI i en el Regiment Uad-Ras 55 de la Divisió Cuirassada Brunete. Fou ascendit a general en 1983, ascens no exempt de polèmica perquè el seu nom figurava en la conspiració colpista per al 27 d'octubre de 1982. En novembre de 1984 fou nomenat comandant general de Melilla.Després del seu ascens fou destinat al Comandament Superior de Personal (Maspe) del Ministeri de Defensa d'Espanya. En setembre de 1987 fou nomenat capità general de la Capitania de Catalunya i Aragó, antigues IV i V Regió Militar. El 17 de desembre de 1990 va passar a la reserva.